# Брекнелл Форест

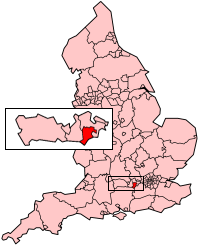
Унітарна одинця на мапі Англії

51°25′1.2″ пн. ш. 0°44′48.84″ зх. д. / 51.417000° пн. ш. 0.7469000° зх. д.
Бре́кнелл Фо́рест (англ. Bracknell Forest) — унітарна одиниця Англії зі статусом району (англ. borough), в церемоніальному графстві Беркшир. До її складу входять міста Брекнелл, Норт-Аскот, Сандгерст і Кроуторн, а також прилеглі села та хутори.

## Історія
Брекнелл Форест був утворений 1 квітня 1974 року як неметропольний район Брекнелл, на території колишнього міського району Істгампстед (де і було збудоване нове місто Брекнелл). У травні 1998 року він змінив назву на сучасну та отримав статус району. 1 квітня 1998 року була скасована рада графства Беркшир, і Брекнелл Форест став унітарною адміністративною одиницею.